# Cantone di Chambéry-3
Il Cantone di Chambéry-3 è una divisione amministrativa dell'Arrondissement di Chambéry.
È stato istituito a seguito della riforma dei cantoni del 2014, che è entrata in vigore con le elezioni dipartimentali del 2015.

## Composizione
Comprende parte della città di Chambéry e il comune di Cognin.